# 白石角海濱長廊

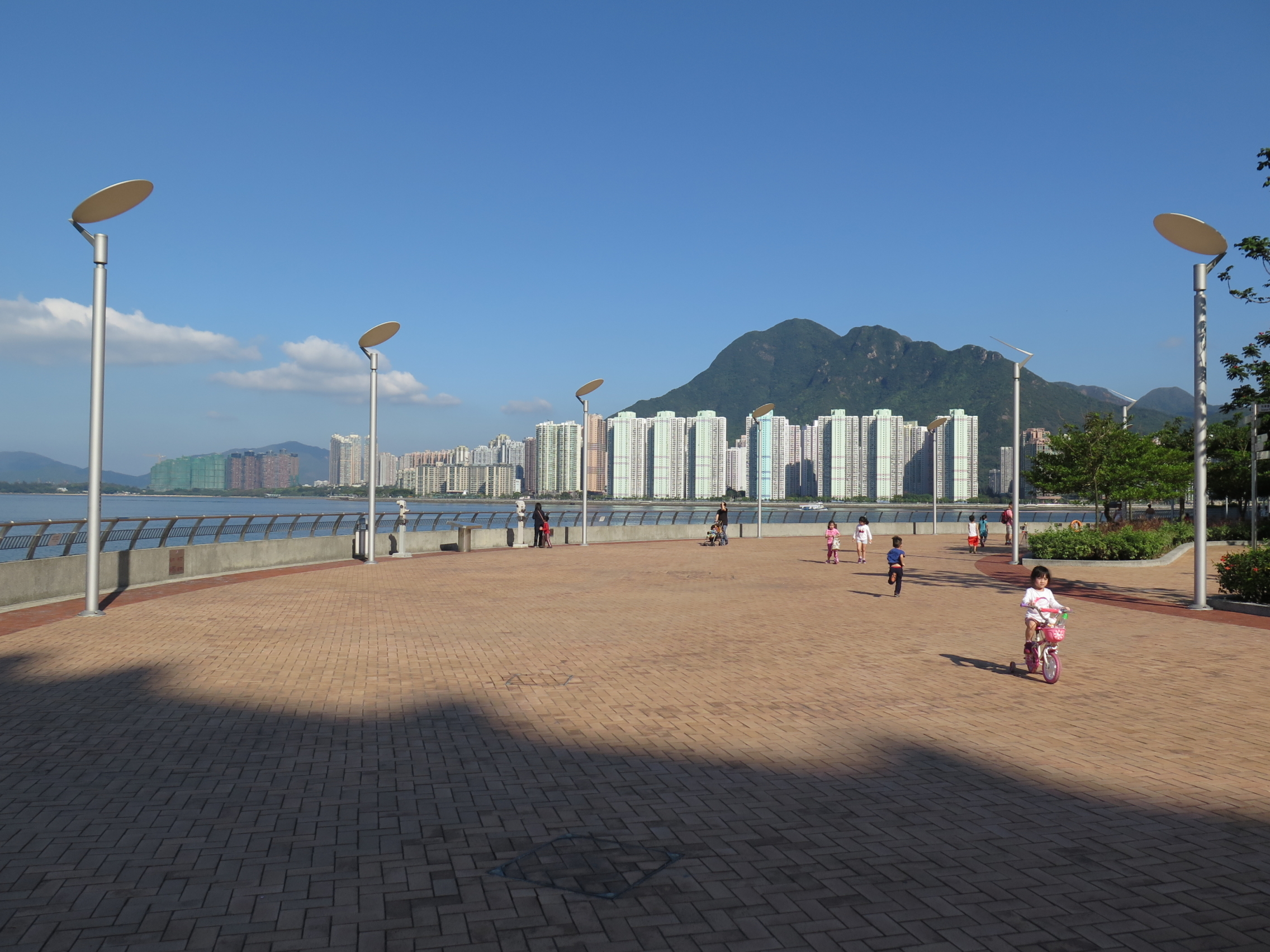
白石角海濱長廊

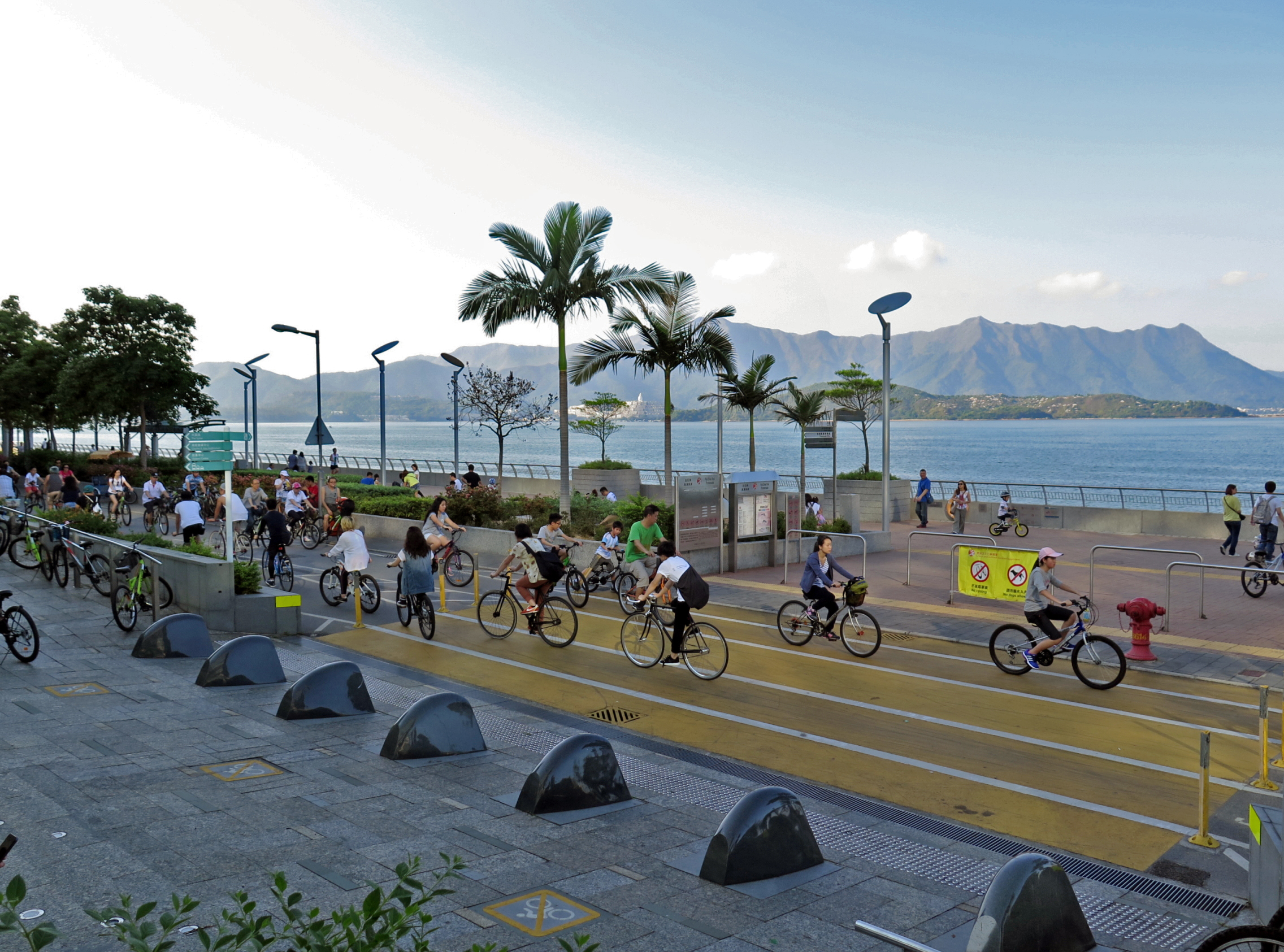
白石角海濱長廊旁設有單車徑

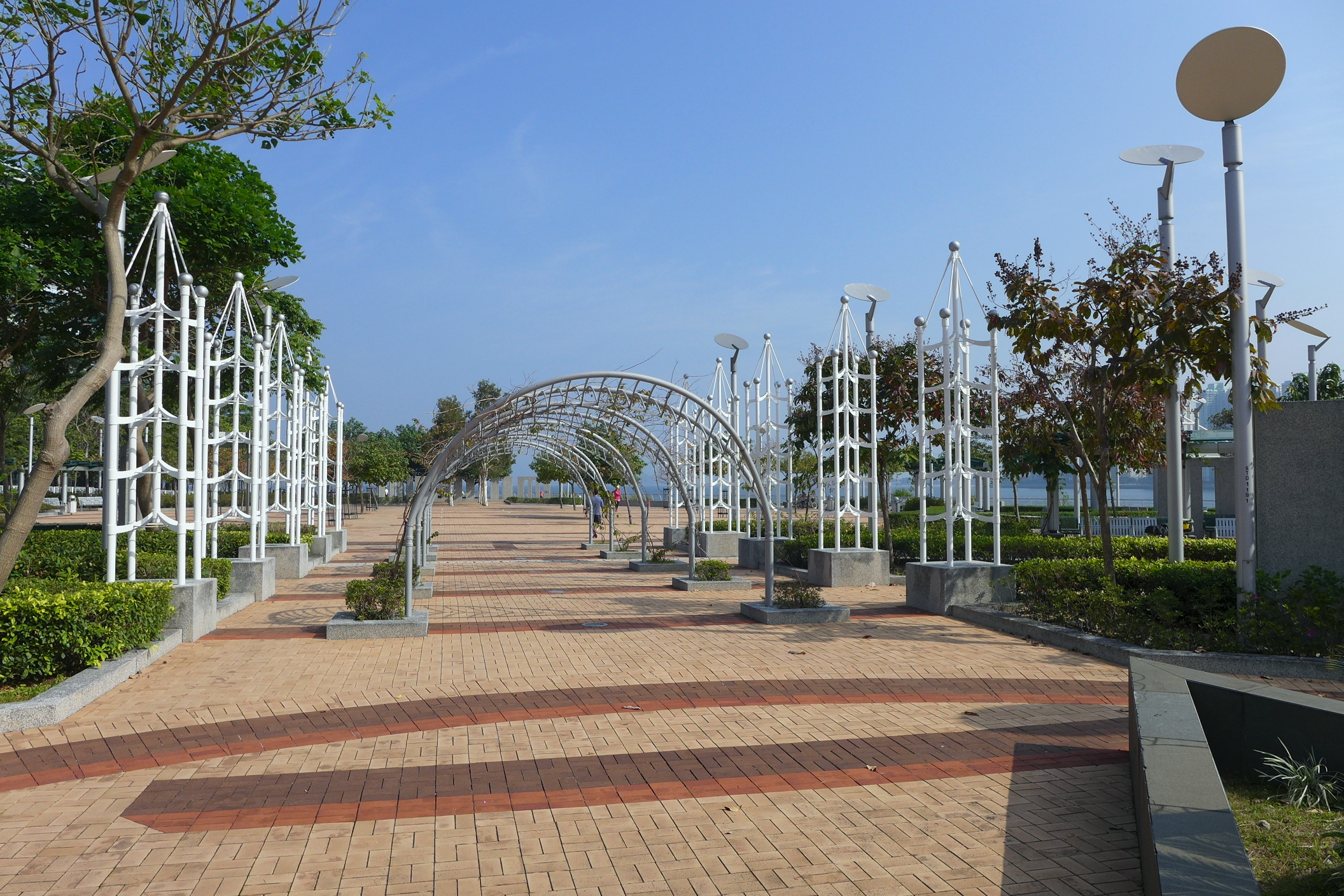
南面廣場

白石角海濱長廊（英語：Pak Shek Kok Promenade）位於香港新界大埔白石角科學園路、創新路及科研路，由香港政府耗資兩千萬港元於2004年12月啟工興建，於2007年9月竣工，於2008年2月啟用，由康樂及文化事務署管理。白石角海濱長廊全長兩公里，設有行人路及單車徑，遊人可以沿途欣賞吐露港的風景，亦可以遠眺馬鞍山至八仙嶺的景色；其中單車徑連接沙田至大埔的單車徑。

## 設計
為了配合附近的背景，白石角海濱長廊的設計配合了香港科學園，帶有創新及動感的建築元素。半露天茶座和小食亭的設計皆有海洋元素，設有風帆似木棚遮陽檔及波浪形的木製樓梯。位於海濱長廊北面的公共廁所位於未來將會興建的巴士站旁，其外圍提供了一處設有上蓋的等候空間。另外，3座公共廁所皆採用了自然光及自然通風設計。

## 設施
白石角海濱長廊設有單車徑，3座觀景台及南面廣場，另外設有公園管理辦事處、單車租賃場地、涼亭、半露天茶座、小食亭、3座公共廁所及垃圾站等。

## 長跑賽事
白石角海濱長廊及吐露港單車徑是香港熱門的長跑賽事（尤其10公里賽事）舉行地點，每逢跑季幾乎每周六或及周日均有長跑賽事舉行。由於該賽道全屬行人及單車通道，不涉及封閉行車道路，因此較易向政府申請賽事許可，據不完全統計，由2016年11月至2017年1月，已公佈或已在此處舉行的賽事達15個以上。

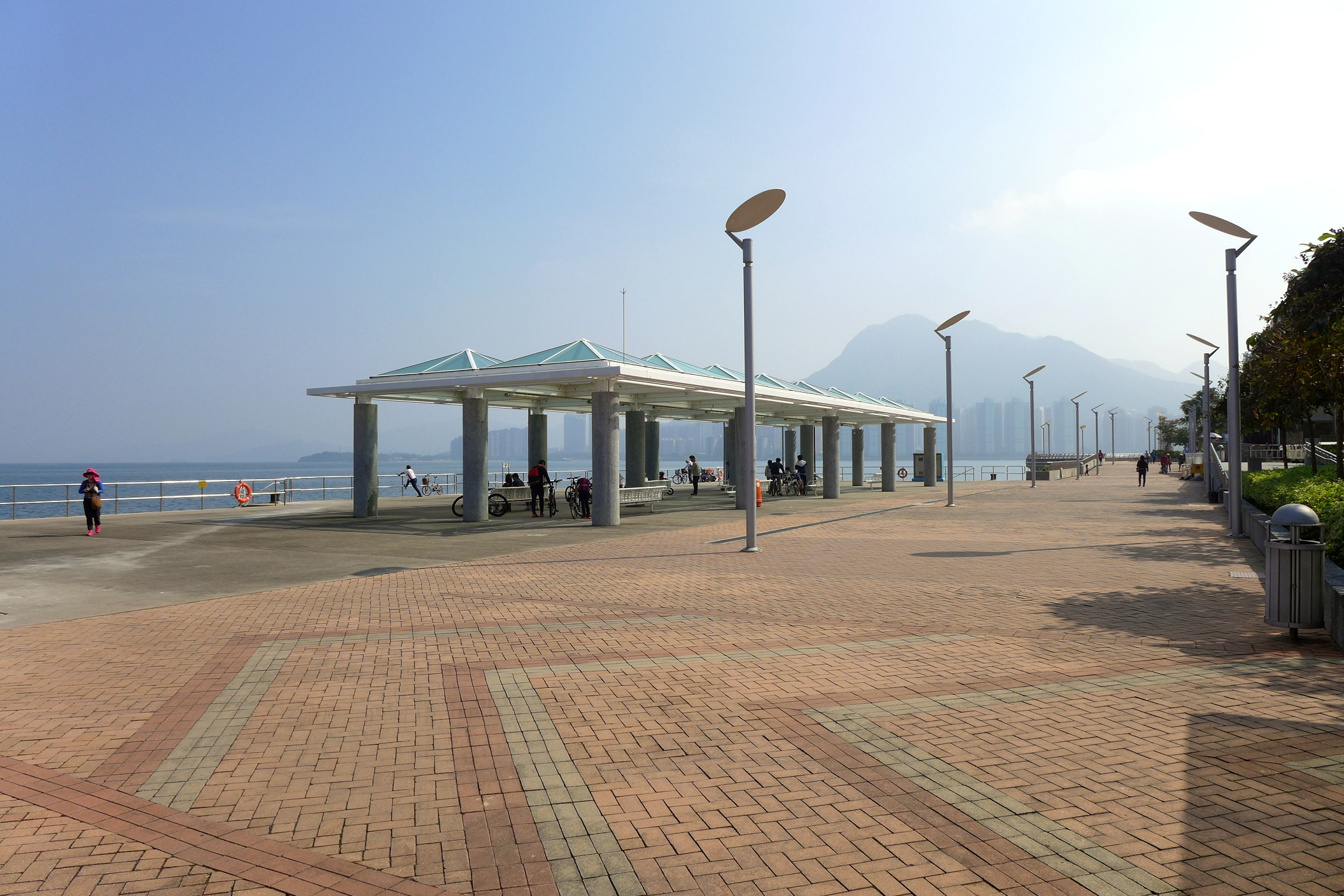
觀景台
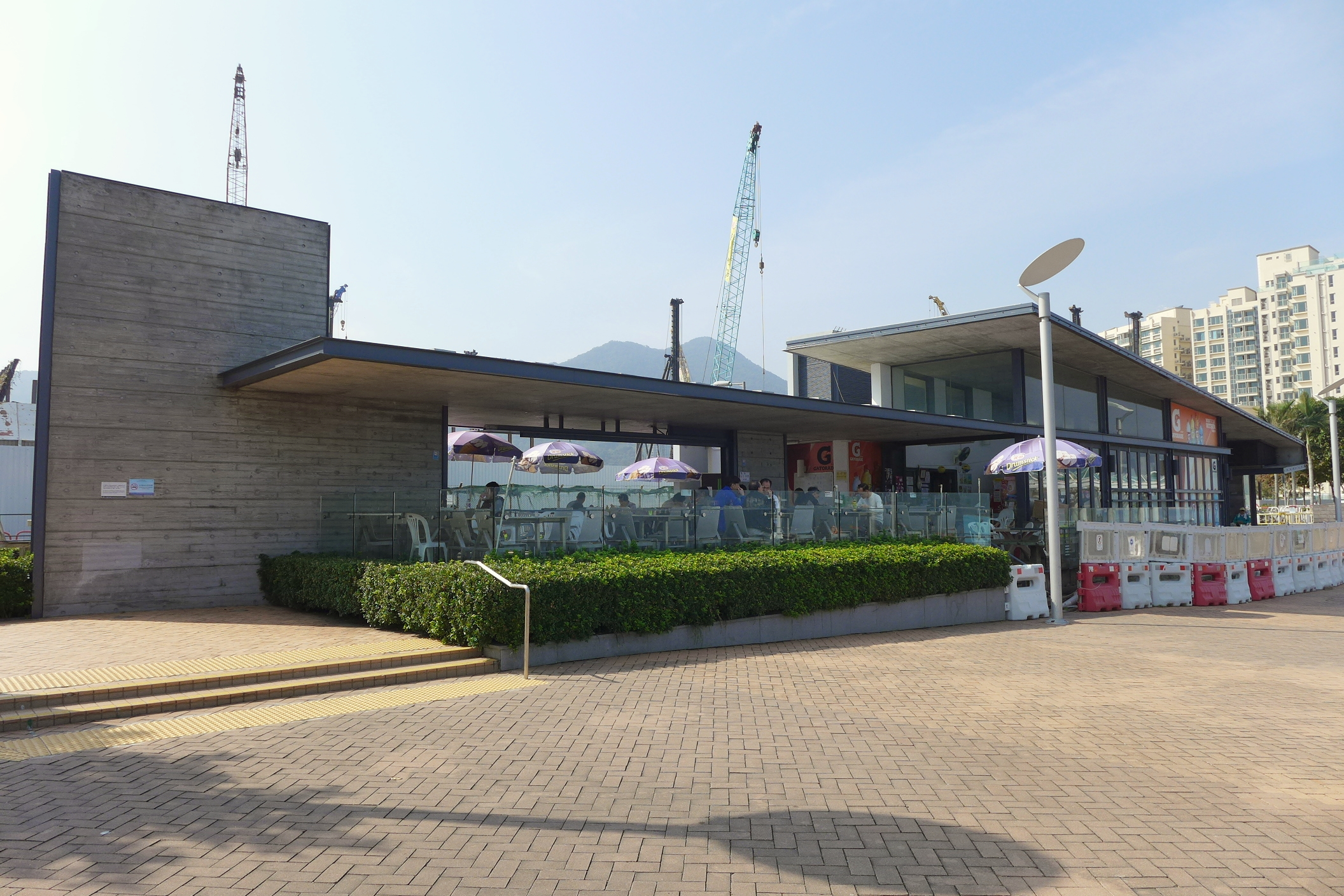
半露天茶座
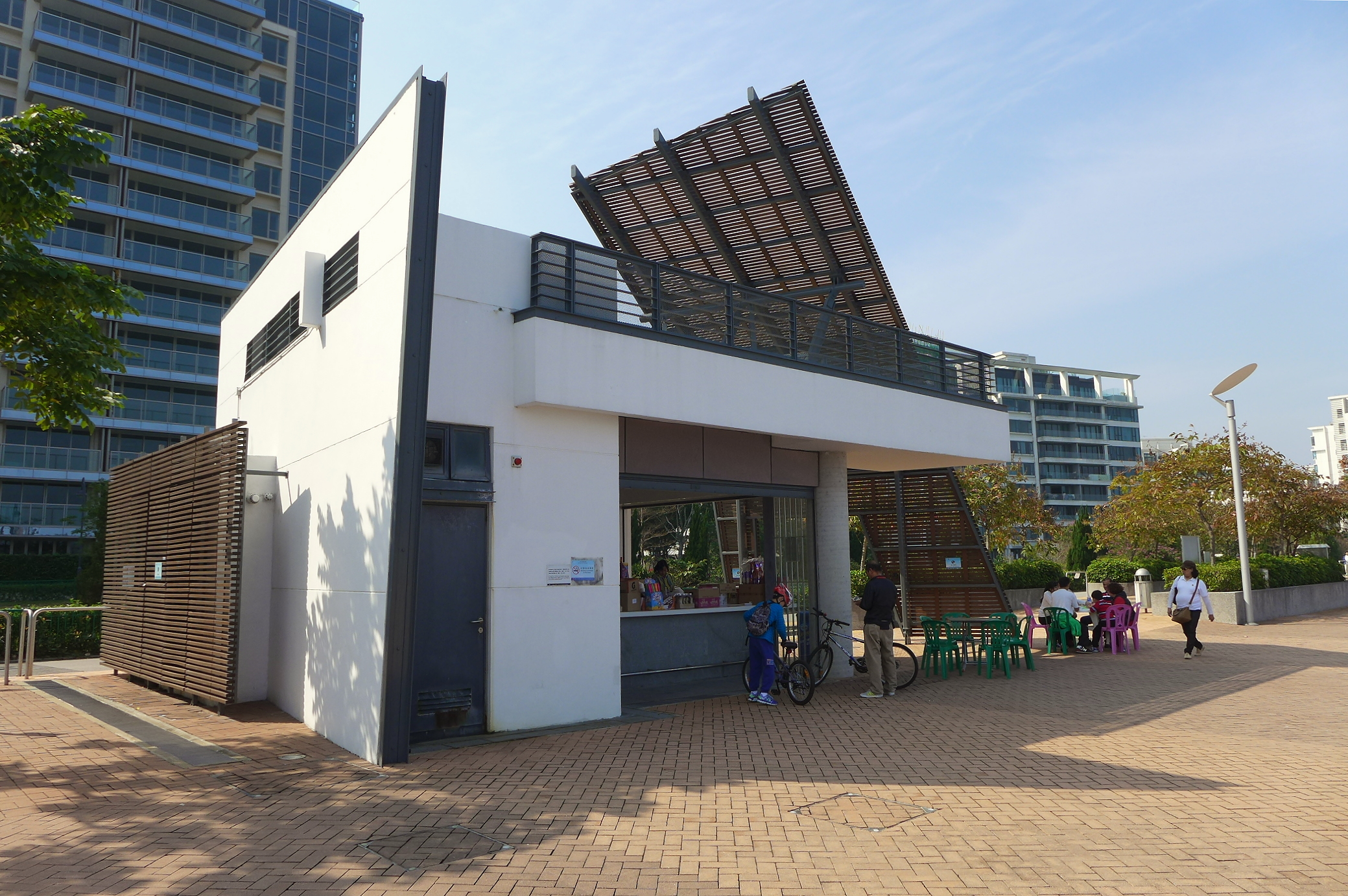
小食亭
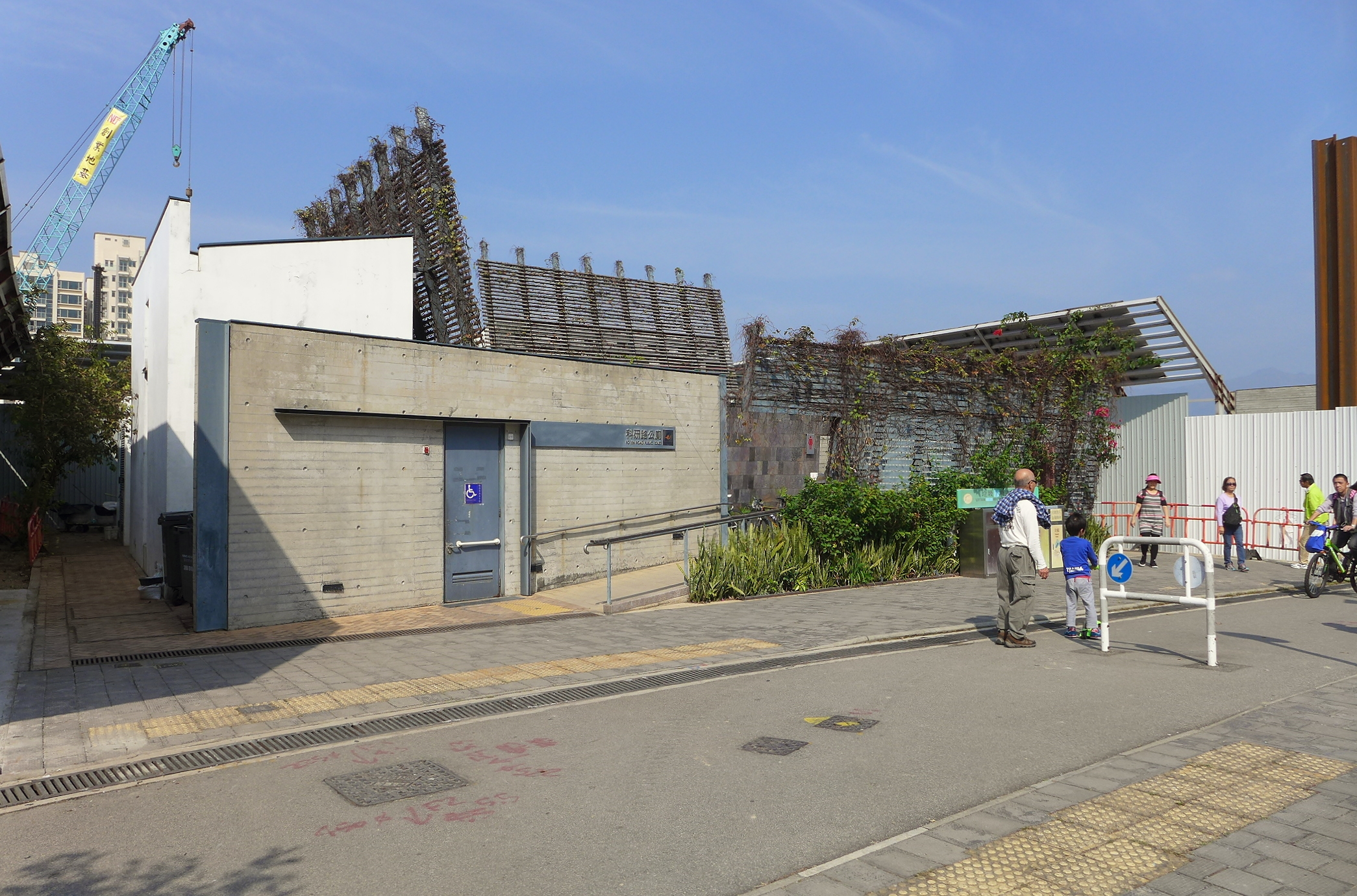
公共廁所

## 開放時間
白石角海濱長廊為24小時開放。

## 鄰近地點
- 香港科學園
- 天賦海灣
- 香港中文大學
- 大學站